# Coptos

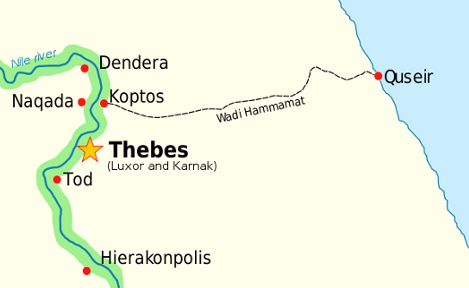
Ruta por el uadi Hammamat entre Coptos y El-Qoseir.

Coptos fue la capital del V nomo del Alto Egipto.
- Nombre egipcio: Gebtu. Nombre griego: Coptos. Nombre copto: Kepto. Nombre árabe: Qift.

La ciudad ya existía en el año 4000 a. C., y adquirió desde la antigüedad gran importancia por ser un enclave estratégico en las rutas de caravanas que comunicaban el valle del Nilo con el mar Rojo
En la ciudad fueron venerados los dioses Min (periodo Naqada III), Horus e Isis.

## Restos arqueológicos
Se conservan restos de un templo erigido a Min en la época de Tutmosis III, con posteriores añadidos de Ptolomeo II Filadelfo, Ptolomeo IV Filopator, Calígula y Nerón.
Los Decretos de Coptos, una serie de documentos hallados en varias tumbas, datados durante el Primer periodo intermedio de Egipto, que describen la asignación de privilegios al visir Shemay y a su familia.
El nombre copto proviene de la corrupción árabe del término egipcio gbtw (Pro. Guebtu, Gebto o Gobto) del mismo nombre surgiría el griego aigyptos (Pro. Eguiptos o Eguptos), o sea, Egipto. Los coptos son, en efecto, por sus características étnicas e historia, los descendientes legítimos de los egipcios del tiempo de los faraones. La actual lengua copta hunde sus raíces en la escritura jeroglífica y su liturgia en la del patriarcado de Alejandría, primer centro intelectual de la cristiandad.
| V33 | D58 | G4 | O49 |

| V33 | D58 | G4 | O49 |